# Bulhakivka, Kreminna
Bulhakivka (în ucraineană Булгаківка) este localitatea de reședință a comunei Bulhakivka din raionul Kreminna, regiunea Luhansk, Ucraina.

## Demografie
Componența lingvistică a localității Bulhakivka
     Ucraineană (98,05%)
     Rusă (1,95%)
Conform recensământului din 2001, majoritatea populației localității Bulhakivka era vorbitoare de ucraineană (98,05%), existând în minoritate și vorbitori de rusă (1,95%).